# Musée de l'aventure du son
Le musée de l'aventure du son est un musée consacré au son situé à Saint-Fargeau dans l'Yonne. Il est ouvert depuis 1995 et conserve plus de 1 000 phonographes, des radios et des instruments de musique mécanique, et c'est un des plus grands musées européens dans ce domaine. L'histoire de la reproduction du son du XIXe siècle aux années 1960 est également un de ses thèmes,.

## Expositions temporaires
Le musée propose des expositions temporaires comme en 2014 avec Transmission et chanson en 14-18 (juin à novembre).

## Fréquentation
| Année | Entrées gratuites | Entrées payantes | Total |
| ----- | ----------------- | ---------------- | ----- |
| 2008  | 277               | 3 855            | 4 132 |
| 2009  | 623               | 3 815            | 4 438 |
| 2010  | 234               | 4 589            | 4 823 |
| 2011  | 193               | 4 245            | 4 438 |
| 2012  | 779               | 3 870            | 4 649 |
| 2013  | 789               | 3 980            | 4 769 |
| 2014  | 396               | 3 628            | 4 024 |
| 2015  | 443               | 2 910            | 3 353 |
| 2016  | 269               | 3 127            | 3 396 |